# Agota (litauischer Vorname)
Agota ist ein litauischer weiblicher Vorname und eine Variante des Vornamens Agathe. Des Weiteren wird der ungarische Vorname Ágota, ebenfalls eine Variante des Vornamens Agathe, manchmal in dieser Weise geschrieben.

## Namensträger
- Jūratė Agota Čapaitė, Ballettmeisterin und Professorin